# Matthew Rabin
Matthew Rabin (ur. 27 grudnia 1963) – amerykański ekonomista i nauczyciel akademicki.
Specjalizuje się w ekonomii behawioralnej, a w szczególności w behawioralnej teorii gier. W swoich pracach uwzględnia takie aspekty jak prokrastynacja, uzależnienia czy gromadzenie oszczędności na emeryturę. Jest uznawany za pioniera włączania elementów psychologii do ekonomii, według Rabina ludzie dążą nie tylko do maksymalizacji własnego zysku, ale zwracają również uwagę na wynik działań dla drugiej osoby. W swoim artykule stwierdził, iż ludzie współpracują z innymi w większym zakresie, niż przynosi to korzyści im samym; celem artykułu było wyjaśnienie dlaczego wyniki gier eksperymentalnych nie zawsze zgadzają się z standardowymi koncepcjami rozwiązań teorii gier. Stworzył model sprawiedliwości Rabina tłumaczący wpływ altruizmu na wybory.
W 2001 roku otrzymał John Bates Clark Medal, w 2000 roku nagrodę MacArthur Fellowship.